# Władysław Segda
Władysław Hipolit Segda (ur. 25 maja 1895 w Przemyślu, zm. 1994 w Edynburgu) – polski szermierz, dwukrotny medalista olimpijski, oficer żandarmerii Wojska Polskiego II RP i broni pancernej Polskich Sił Zbrojnych, w 1986 mianowany pułkownikiem przez władze II RP na uchodźstwie.

## Życiorys
Władysław Hipolit Segda urodził się 25 maja 1895 roku w Przemyślu, w rodzinie Kazimierza i Marii z Łaszkiewiczów. Był jednym z pionierów szermierki sportowej w Polsce, nie tylko jako zawodnik, ale także działacz Polskiego Związku Szermierczego oraz PKOl. Walczył we wszystkich broniach, w każdej zostając indywidualnym mistrzem Polski (łącznie 13 tytułów). Trzy razy brał udział w igrzyskach olimpijskich (1928–1936), zdobywając brązowe medale drużynowo na IO w Amsterdamie i IO w Los Angeles. W tej samej konkurencji zdobył też brązowe medale na mistrzostwach świata w Liège (1930) i mistrzostwach świata w Warszawie (1934). Startował w barwach AZS Kraków, Legii Warszawa oraz Warszawianki.
W czasie I wojny światowej służył w Armii Austro-Węgier. 23 grudnia 1918 roku został przyjęty do Wojska Polskiego z zatwierdzeniem posiadanego stopnia porucznika i przydzielony do żandarmerii. 1 czerwca 1921 pozostawał na ewidencji 5 dywizjonu żandarmerii w Krakowie.
3 maja 1922 roku został zweryfikowany w stopniu kapitana ze starszeństwem z dniem 1 czerwca 1919 roku i 57. lokatą w korpusie oficerów żandarmerii. Z dniem 5 października 1925 roku został przeniesiony służbowo do Centralnej Wojskowej Szkoły Gimnastyki i Sportów w Poznaniu na roczny kurs szermierczy w charakterze hospitanta. W 1928 roku pełnił służbę dywizjonie szkolnym żandarmerii w Grudziądzu. 6 lipca 1929 roku otrzymał przeniesienie do 1 dywizjonu żandarmerii w Warszawie.
Na turnieju szermierczym rozegranym w dniach 18–21 września 1923 roku, w trakcie „Głównych Igrzysk Sportowych o Mistrzostwo Wojska Polskiego” zajął I miejsce w szpadzie wśród oficerów.
Na rozegranym w dniach 6–8 maja 1927 roku w Warszawie konkursie szermierczym o mistrzostwo Wojska Polskiego zwyciężył we florecie wśród oficerów.
Na rozegranych w dniach 24–26 lutego 1933 roku we Lwowie zawodach szermierczych o mistrzostwo wojska zwyciężył w szermierce na szable wśród oficerów, w grupie olimpijskiej i został mistrzem wojska na 1933 rok.
Na majora został awansowany ze starszeństwem z dniem 19 marca 1938 roku i 1. lokatą w korpusie oficerów żandarmerii. W 1939 roku pełnił służbę na stanowisku oficera mobilizacyjnego 3 batalionu pancernego w Warszawie. Walczył w kampanii wrześniowej, później w Polskich Siłach Zbrojnych. Po wojnie pozostał na emigracji. W 1986 roku został awansowany na pułkownika w korpusie oficerów broni pancernej.
Jego wnuczka, profesor Dorota Segda, jest znaną polską aktorką i nauczycielem akademickim.

## Ordery i odznaczenia
- Srebrny Krzyż Zasługi (19 marca 1931)[13]
- Order Zasługi IV klasy (Węgry, zezwolenie w 1933)[14]